# Флаг Пакистана
Флаг Пакиста́на (урду پرچم پاکستان / Pârĉami Pakistân), также известный как Национа́льный флаг (урдуقومی پرچم / Qaumī Pârĉam) — один из официальных государственных символов Исламской Республики Пакистан. Также в Пакистане известен под названием Флаг со звездо́й и полуме́сяцем (урду پرچمِ ستاره و ہلال / Pârĉame Sitârah o Hilâl).

Флаг Всеиндийской мусульманской лиги

Флаг Британской Индии

Данный флаг был принят 11 августа 1947 года, за три дня до объявления независимости Пакистана от Британской империи под названием Доминион Пакистан. Доминион Пакистан существовал до 12 марта 1956 года. После преобразования Доминиона Пакистан в нынешнюю Исламскую Республику Пакистан, флаг был сохранён новыми властями государства Пакистан. Флаг Пакистана в каком-то смысле повторяет флаг Всеиндийской мусульманской лиги, которая боролась за независимость мусульманской части Британской Индии. За основу флага Пакистана взят именно флаг Всеиндийской мусульманской лиги (ВМЛ). 

## Описание и символичность
Флаг Пакистана представляет собой полотнище тёмно-зелёного цвета с белой полосой у древка и белым полумесяцем с пятиконечной звездой. Зелёный цвет, как известно, является цветом ислама. Пакистан является исламской республикой, большинство населения страны исповедует ислам (в основном суннизм, в меньшей степени шиизм). Белый цвет является символом чистоты. Название государства Пакистан с персидского языка переводится как Земля чистых. Также белый цвет символизирует различные религиозные и национальные меньшинства Пакистана, например христиан, индуистов и буддистов Пакистана, многочисленные и немногочисленные национальности и народы страны. В 207-миллионном Пакистане проживают представители более ста национальностей и народов, исповедующие различные религии и верования. Полумесяц и пятиконечная звезда символизируют прогресс, развитие и свет. Флаг в общих чертах символизирует единство и солидарность мусульманского большинства и религиозных меньшинств. Флаг Пакистана является очень популярным среди пакистанцев.

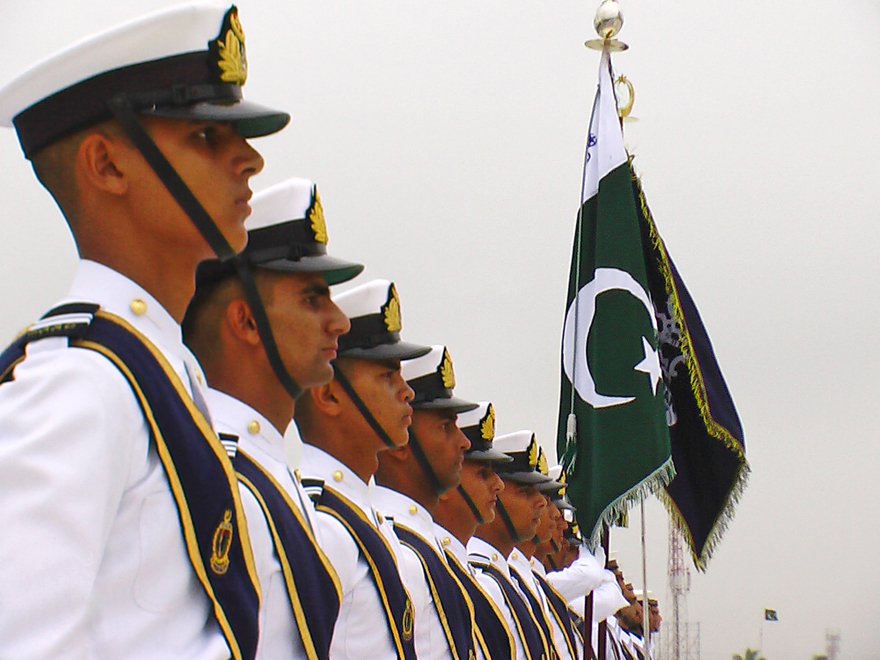
Офицеры Военно-морского флота Пакистана рядом с флагом Пакистана и гюйсом ВМС Пакистана

## Другие флаги

### Флаги регионов Пакистана

Флаг Панджаба
Флаг Синда
Флаг Белуджистана
Флаг Хайбер-Пахтунхва
Флаг Территории племён федерального управления (Зоны племён)
Флаг Азад Кашмира

### Флаги других органов страны

Штандарт президента Пакистана
Штандарт Премьер-министра Пакистана
Флаг Верховного суда Пакистана
Флаг Федерального шариатского суда Пакистана
Гражданский авиационный флаг Пакистана
Флаг Вооружённых сил Пакистана
Флаг Военно-воздушных сил Пакистана
Флаг Военно-морских сил Пакистана
Еще один вариант флага Военно-морских сил Пакистана